# María Florencia Alcaraz
María Florencia Alcaraz (Ramos Mejía, Buenos Aires, 1985) es una licenciada en Comunicación argentina. Codirige el portal de noticias feminista LATFEM, integra el colectivo Ni Una Menos en Argentina y forma parte de la Red Internacional de Periodistas con Visión de Género en Argentina (RIPVG - AR). Condujo el programa La Olla y participó en el programa radial Navarro 2019 en El Destape Radio entre 2018 y 2019.

## Trayectoria
Estudió la carrera de Comunicación en la Universidad Nacional de La Matanza. Trabajó en las radios FM Nacional Rock y en El Destape radio. Fue columnista en "El Destape" en el canal de televisión C5N y luego en su versión web, y en 2018 condujo el programa de entrevistas La Olla. Su labor como periodista gráfica cuenta con colaboraciones en la revista Cosecha Roja y con haber formado parte de la redacción de +Noticias. Es codirectora de LATFEM y colabora de manera freelance en Revista Anfibia, Vice en español, Volcánica, el suplemento Las12, Nuestrasvoces, El Destape, Revista MU, GenderIT, Broadly y El Cohete a la Luna.
Fue docente en la Universidad Nacional de La Matanza y en la Universidad Nacional de La Plata. También dictó un taller sobre periodismo con perspectiva de género en el Centro Cultural Ricardo Rojas.

## Publicaciones
- 2015. Vidas en suspenso. Jóvenes y violencia institucional. Editorial EDUVIM.[25]
- 2018. ¡Que sea ley! La lucha de los feminismos por el aborto legal. Marea Editorial.[26][27][28][29]

## Premios
- 2014. Premio Lola Mora. Categoría Medios Digitales.[30]
- 2016. Premio Estímulo TEA y DeporTEA. Categoría Tarea Periodística en Medios Digitales.[31]
- 2018. Premio Gabriel García Márquez de Periodismo. Categoría Imagen junto a Leonardo Vaca.[32][33]